# 四国海盆
四国海盆（しこくかいぼん）は、フィリピン海の北部に位置する伊豆・小笠原島弧海溝系の背弧海盆であり、四国と紀伊半島の南方の沖に広がる。

## 概要
西は九州・パラオ海嶺、東は伊豆・小笠原海溝、北は南海トラフ、南は西マリアナ海盆とそれぞれ接している。水深は4,000 - 5,000メートルである。
海盆は15Ma（1,500万年前）頃に拡大を停止し、海盆北部には、拡大停止後の火成活動の影響で、軸部に海山が分布し、南部には拡大末期に形成された海洋コアコンプレックスが存在する。